# Ramon Sempau i Barril
Ramon Sempau i Barril (Barcelona, 21 de febrer de 1868 - Barcelona, 22 de gener de 1910) fou un escriptor, advocat i periodista català.
Era fill de Josep Sempau i Berenguer (+1904) natural de Barcelona amb orígens familiars a Isil i de Rosa Barril i Garabou natural de Barcelona. Influenciat pel republicanisme federal i l'anarquisme, el 1896 formà part de la Colla del Foc Nou juntament amb Pere Coromines i Montanya, Jaume Brossa i Roger, Celestí Galceran i Carrer, Josep Roca i Capull, Bernat Rodríguez i Serra i Ignasi Iglesias i també de l'equip de redacció d'El Diluvio. En iniciar-se el procés de Montjuïc de 1896, per tal d'evitar ser jutjat a causa de les seves crítiques a l'actuació de les autoritats espanyoles a Cuba, hagué de fugir a França, on va demanar la nacionalitat francesa. Tanmateix, en fou expulsat per manifestar-se davant de l'ambaixada espanyola.
Després de visitar Londres i Brussel·les va tornar a Barcelona, on el 3 de setembre de 1897 i atemptà contra Narciso Portas Ascanio (el botxí de Montjuïc), tinent de la guàrdia civil i cap de la policia judicial de Barcelona i principal responsable de les tortures del procés de Montjuïc. Li disparà dos trets de revòlver però només el ferí. Fou jutjat en consell de guerra i condemnat a mort però la sentència no es va executar a causa de les discrepàncies en la sentència entre el capità general i el seu auditor. Quan els liberals guanyaren les eleccions generals espanyoles de 1898 decretaren que no podia ser jutjat per un tribunal militar. Aleshores un tribunal civil el va declarar innocent després de complir condemna de dos mesos i un dia per ús de nom fals.
Això va servir per a reavivar la memòria del procés de Montjuïc, sobre el que va escriure alguns llibres. Fou detingut un altre cop durant la vaga de tramviaires de 1901 i compartí cel·la a les bodegues del vaixell Pelayo amb altres anarquistes com Teresa Claramunt, José López Montenegro i Leopoldo Bonafulla. El 1905 col·laborà a la revista Occitània i traduí al castellà algunes obres de Lleó Tolstoi. A més escrigué El capitán Dreyfus. Un proceso célebre (1899); Los victimarios. Notas relativas al proceso de Montjuich (1900) o Esclavas del oro (Trata de blancas) (novel·la de 1902).
Mor solter als 41 anys a Barcelona el 22 de gener de 1910.